# Kevin Romay
Junior Kevin Romay Sanchez (Tarija, 17 de abril de 1994) es un futbolista boliviano que se desempeñaba como extremo y su actual equipo es Always Ready de la Primera División de Bolivia.

## Clubes
| Club                   | País    | Año               |
| ---------------------- | ------- | ----------------- |
| García Agreda          | Bolivia | 2012 - 2013       |
| Ciclón                 | Bolivia | 2014 - 2016       |
| Always Ready           | Bolivia | 2018 - 2021       |
| Nacional Potosí        | Bolivia | 2022              |
| Universitario de Vinto | Bolivia | 2023              |
| Nacional Potosí        | Bolivia | 2023 - 2024       |
| ABB                    | Bolivia | 2024 - 2025       |
| Always Ready           | Bolivia | 2025 - Actualidad |

## Palmarés

### Títulos regionales
| Título              | Club          | País    | Año  |
| ------------------- | ------------- | ------- | ---- |
| Campeonato Tarijeño | García Agreda | Bolivia | 2012 |

### Títulos nacionales
| Título             | Club         | Año           |
| ------------------ | ------------ | ------------- |
| Copa Simón Bolívar | Ciclón       | 2014-15       |
| Copa Simón Bolívar | Always Ready | 2018          |
| Primera División   | Always Ready | Apertura 2020 |
| Copa Simón Bolívar | ABB          | 2024          |